# The X Factor (USA második évad)
A The X Factor egy amerikai zenei tehetségkutató, melynek célja új énekes tehetségek felfedezése; a nyertes 5 millió dolláros lemezszerződést köthet az Epic Records kiadóval. A műsor második évada az amerikai Fox csatornáján, 2012 szeptemberében kezdődött. Simon Cowell és L.A. Reid továbbra is a zsűri tagjai, míg Paula Abdul és Nicole Scherzinger távozásra kényszerült. Az új zsűrihez Cowell és Reid mellé Britney Spears és Demi Lovato csatlakozott.
Steve Jones nem vállalta újra műsorvezetői posztját. Cowell 2012 májusában megerősítette, hogy az új évadnak két műsorvezetője lesz. Ez a két személy Mario Lopez és Khloé Kardashian lett.

## A kiválasztás menete

### Meghallgatások
A produceri meghallgatások 2012 márciusában kezdődtek és májusra fejeződtek be. A zsűri előtti meghallgatásra először Austin-ban került sor május 24-25-én, melyet Kansas, San Francisco és Providence követ, mielőtt befejeződik július 8-9-én Greensboro-ban. A meghallgatások műsorvezető nélkül zajlottak.
| Város                      | Produceri meghallgatás | Helyszín              | Zsűri meghallgatás  |
| -------------------------- | ---------------------- | --------------------- | ------------------- |
| Kansas City, Missouri      | 2012. március 14.      | Kemper Arena          | 2012. június 8-9.   |
| Austin, Texas              | 2012. március 22.      | Frank Erwin Center    | 2012. május 24-25.  |
| San Francisco, California  | 2012. április 20.      | Cow Palace            | 2012. június 16-18. |
| Greensboro, Észak-Karolina | 2012. május 1.         | Greensboro Coliseum   | 2012. július 8-10.  |
| Providence, Rhode Island   | 2012. május 10.        | Dunkin' Donuts Center | 2012. június 27-29. |

## Döntősök
A döntőbe került 16 versenyző:
Jelzések:
     Győztes
     Második
     Harmadik
     Kiesett
| Kategória (mentor)        | Versenyzők      | Versenyzők    | Versenyzők           | Versenyzők    |
| ------------------------- | --------------- | ------------- | -------------------- | ------------- |
| Tizenévesek (Spears)      | Beatrice Miller | Arin Ray      | Carly Rose Sonenclar | Diamond White |
| Fiatal felnőttek (Lovato) | CeCe Frey       | Jennel Garcia | Willie Jones         | Paige Thomas  |
| 25 év felettiek (Reid)    | Vino Alan       | Jason Brock   | David Correy         | Tate Stevens  |
| Csapatok (Cowell)         | Emblem3         | Fifth Harmony | LYRIC 145            | Sister C      |

## Élő adások
Az élő adások 2012. október 31-én kezdődtek el. Lopez és Kardashian is ekkor kezdték műsorvezetői tevékenységüket. Justin Bieber már elárulta, fellépője lesz a műsornak. Az első évad nyertese, Melanie Amaro decemberben megjelenik a döntőben, és a finalistákkal fog énekelni. A második heti adásban Alexandra Burke Live and Let Die feldolgozása volt hallható az epizód során.
Minden héten van legalább egy sztárfellépője a shownak. Az első adás kivétel volt, akkor senki nem lépett fel. Az azt követő epizódban viszont a One Direction, majd a harmadik adásban Taylor Swift jelent meg. A negyedik élő show fellépője Cher Lloyd brit énekesnő és Becky G voltak. Az ötödik adásban Alicia Keys és Josh Krajcik szórakoztatta a közönséget. will.i.am és Britney Spears közös, Scream & Shout című klipje is ekkor debütált. A hatodik hét meghívottja Melanie Amaro és Kesha voltak. Az ezt követő hét előadói Bruno Mars és Bridgit Mendler lettek.

### Összesített eredmények
Színkódok:
| – Győztes                                                                         |
| – II. helyezett                                                                   |
| – A két legkevesebb szavazatot begyűjtő versenyző, akiknek később énekelniük kell |
| – A versenyző egyenes ágon továbbjutott                                           |
| – A legkevesebb szavazatot begyűjtő versenyző                                     |
| – A verseny győztese                                                              |
| – A heti első helyezett                                                           |
| – A versenyző a mentor döntése alapján továbbjutott (1. hét)                      |
| – A versenyző a mentor döntése alapján távozott (1. hét)                          |
| Tate Stevens                   | 1. hely       | 1. hely                                                          | 1. hely                         | 2. hely                                   | 2. hely                             | 1. hely                                 | 3. hely                           | 1. hely                           | Nyertes                               |                  |  |
| Carly Rose Sonenclar           | 2. hely       | 2. hely                                                          | 2. hely                         | 1. hely                                   | 1. hely                             | 2. hely                                 | 1. hely                           | 2. hely                           | Második                               |                  |  |
| Fifth Harmony                  | 3. hely       | 5. hely                                                          | 6. hely                         | 7. hely                                   | 4. hely                             | 5. hely                                 | 2. hely                           | 3. hely                           | Kiesett (8. hét)                      |                  |  |
| Emblem3                        | 1. hely       | 6. hely                                                          | 4. hely                         | 4. hely                                   | 3. hely                             | 3. hely                                 | 4. hely                           | Kiesett (7. hét)                  | Kiesett (7. hét)                      |                  |  |
| Diamond White                  | 4. hely       | 4. hely                                                          | 7. hely                         | 5. hely                                   | 6. hely                             | 4. hely                                 | Kiesett (6. hét)                  | Kiesett (6. hét)                  | Kiesett (6. hét)                      | Kiesett (6. hét) |  |
| CeCe Frey                      | 3. hely       | 12. hely                                                         | 5. hely                         | 8. hely                                   | 5. hely                             | 6. hely                                 | Kiesett (6. hét)                  | Kiesett (6. hét)                  | Kiesett (6. hét)                      | Kiesett (6. hét) |  |
| Vino Alan                      | 2. hely       | 3. hely                                                          | 3. hely                         | 3. hely                                   | 7. hely                             | Kiesett (5. hét)                        | Kiesett (5. hét)                  | Kiesett (5. hét)                  | Kiesett (5. hét)                      |                  |  |
| Paige Thomas                   | 2. hely       | 8. hely                                                          | 10. hely                        | 6. hely                                   | 8. hely                             | Kiesett (5. hét)                        | Kiesett (5. hét)                  | Kiesett (5. hét)                  | Kiesett (5. hét)                      |                  |  |
| Beatrice Miller                | 1. hely       | 10. hely                                                         | 8. hely                         | 9. hely                                   | Kiesett (4. hét)                    | Kiesett (4. hét)                        | Kiesett (4. hét)                  | Kiesett (4. hét)                  | Kiesett (4. hét)                      |                  |  |
| Arin Ray                       | 3. hely       | 11. hely                                                         | 9. hely                         | 10. hely                                  | Kiesett (4. hét)                    | Kiesett (4. hét)                        | Kiesett (4. hét)                  | Kiesett (4. hét)                  | Kiesett (4. hét)                      |                  |  |
| Jennel Garcia                  | 1. hely       | 7. hely                                                          | 11. hely                        | Kiesett (3. hét)                          | Kiesett (3. hét)                    | Kiesett (3. hét)                        | Kiesett (3. hét)                  | Kiesett (3. hét)                  | Kiesett (3. hét)                      |                  |  |
| LYRIC 145                      | 2. hely       | 9. hely                                                          | 12. hely                        | Kiesett (3. hét)                          | Kiesett (3. hét)                    | Kiesett (3. hét)                        | Kiesett (3. hét)                  | Kiesett (3. hét)                  | Kiesett (3. hét)                      |                  |  |
| Jason Brock                    | 3. hely       | 13. hely                                                         | Kiesett (2. hét)                | Kiesett (2. hét)                          | Kiesett (2. hét)                    | Kiesett (2. hét)                        | Kiesett (2. hét)                  | Kiesett (2. hét)                  | Kiesett (2. hét)                      |                  |  |
| Sister C                       | 4. hely       | Kiesett (1. hét)                                                 | Kiesett (1. hét)                | Kiesett (1. hét)                          | Kiesett (1. hét)                    | Kiesett (1. hét)                        | Kiesett (1. hét)                  | Kiesett (1. hét)                  | Kiesett (1. hét)                      |                  |  |
| David Correy                   | 4. hely       | Kiesett (1. hét)                                                 | Kiesett (1. hét)                | Kiesett (1. hét)                          | Kiesett (1. hét)                    | Kiesett (1. hét)                        | Kiesett (1. hét)                  | Kiesett (1. hét)                  | Kiesett (1. hét)                      |                  |  |
| Willie Jones                   | 4. hely       | Kiesett (1. hét)                                                 | Kiesett (1. hét)                | Kiesett (1. hét)                          | Kiesett (1. hét)                    | Kiesett (1. hét)                        | Kiesett (1. hét)                  | Kiesett (1. hét)                  | Kiesett (1. hét)                      |                  |  |
|                                |               |                                                                  |                                 |                                           |                                     |                                         |                                   |                                   |                                       |                  |  |
| Utolsó kettő                   | –             | Brock, Frey                                                      | Garcia, Thomas                  | Frey, Miller                              | Alan, White                         | Fifth Harmony, White                    | A zsűri nem szavaz, csak a nézők. | A zsűri nem szavaz, csak a nézők. | A zsűri nem szavaz, csak a nézők.     |                  |  |
| Reid szavazata (ki essen ki)   | Correy        | Frey                                                             | Garcia                          | Miller                                    | White                               | White                                   | A zsűri nem szavaz, csak a nézők. | A zsűri nem szavaz, csak a nézők. | A zsűri nem szavaz, csak a nézők.     |                  |  |
| Spears szavazata (ki essen ki) | White         | Frey                                                             | Garcia                          | Frey                                      | Alan                                | Fifth Harmony                           | A zsűri nem szavaz, csak a nézők. | A zsűri nem szavaz, csak a nézők. | A zsűri nem szavaz, csak a nézők.     |                  |  |
| Lovato szavazata (ki essen ki) | Jones         | Brock                                                            | Thomas                          | Miller                                    | Alan                                | White                                   | A zsűri nem szavaz, csak a nézők. | A zsűri nem szavaz, csak a nézők. | A zsűri nem szavaz, csak a nézők.     |                  |  |
| Cowell szavazata (ki essen ki) | Sister C      | Brock                                                            | Garcia                          | Miller                                    | Alan                                | White                                   | A zsűri nem szavaz, csak a nézők. | A zsűri nem szavaz, csak a nézők. | A zsűri nem szavaz, csak a nézők.     |                  |  |
| Kieső                          | Willie Jones  | Jason Brock 2 a 4 szavazatból döntetlen (nézői szavazat alapján) | LYRIC 145 Nézői szavazatok      | Arin Ray Nézői szavazatok                 | Paige Thomas Nézői szavazatok       | Cece Frey Nézői szavazatok              | Emblem3 Nézői szavazatok          | Fifht Harmony Nézői szavazatok    | Carly Rose Sonenclar Nézői szavazatok |                  |  |
| Kieső                          | David Correy  | Jason Brock 2 a 4 szavazatból döntetlen (nézői szavazat alapján) | LYRIC 145 Nézői szavazatok      | Arin Ray Nézői szavazatok                 | Paige Thomas Nézői szavazatok       | Cece Frey Nézői szavazatok              | Emblem3 Nézői szavazatok          | Fifht Harmony Nézői szavazatok    | Carly Rose Sonenclar Nézői szavazatok |                  |  |
| Kieső                          | Diamond White | Jason Brock 2 a 4 szavazatból döntetlen (nézői szavazat alapján) | Jennel Garcia 3 a 4 szavazatból | Beatrice Miller 3 a 4 szavazatból többség | Vino Alan 3 a 4 szavazatból többség | Diamond White 3 a 4 szavazatból többség | Emblem3 Nézői szavazatok          | Fifht Harmony Nézői szavazatok    | Carly Rose Sonenclar Nézői szavazatok |                  |  |
| Kieső                          | Sister C      | Jason Brock 2 a 4 szavazatból döntetlen (nézői szavazat alapján) | Jennel Garcia 3 a 4 szavazatból | Beatrice Miller 3 a 4 szavazatból többség | Vino Alan 3 a 4 szavazatból többség | Diamond White 3 a 4 szavazatból többség | Emblem3 Nézői szavazatok          | Fifht Harmony Nézői szavazatok    | Carly Rose Sonenclar Nézői szavazatok |                  |  |
| Forrás(ok)                     | [ 12 ]        | [ 13 ]                                                           | [ 14 ]                          | [ 15 ]                                    | [ 16 ]                              | [ 17 ]                                  |                                   |                                   |                                       |                  |  |

## A döntők

### 1. hét (október 31./november 1.)
- Téma: Amerikában készült[18]

| Versenyző            | Sorrend | Dal (eredeti előadó)                                                          | Eredmény     |
| -------------------- | ------- | ----------------------------------------------------------------------------- | ------------ |
| Paige Thomas         | 1       | What Is Love (Haddaway)                                                       | Továbbjutott |
| Arin Ray             | 2       | You Keep Me Hangin’ On (The Supremes)                                         | Utolsó kettő |
| David Correy         | 3       | My Love Is Your Love (Whitney Houston)                                        | Utolsó kettő |
| Sister C             | 4       | Hell on Heels (Pistol Annies)                                                 | Utolsó kettő |
| Jennel Garcia        | 5       | Home Sweet Home (Mötley Crüe)                                                 | Továbbjutott |
| Diamond White        | 6       | Hey, Soul Sister (Train)                                                      | Utolsó kettő |
| Vino Alan            | 7       | Gotta Be Somebody (Nickelback)                                                | Továbbjutott |
| LYRIC 145            | 8       | Boom! Shake the Room (DJ Jazzy Jeff & The Fresh Prince) / Gangnam Style (PSY) | Továbbjutott |
| Cece Frey            | 9       | Because the Night (Patti Smith Group)                                         | Utolsó kettő |
| Tate Stevens         | 10      | Tough (Craig Morgan)                                                          | Továbbjutott |
| Beatrice Miller      | 11      | I Wont Give Up (Jason Mraz)                                                   | Továbbjutott |
| Jason Brock          | 12      | Dance Again (Jennifer Lopez)                                                  | Utolsó kettő |
| 1432                 | 13      | We Are Never Ever Getting Back Together (Taylor Swift)                        | Utolsó kettő |
| Willie Jones         | 14      | Here for the Party (Gretchen Wilson)                                          | Utolsó kettő |
| Carly Rose Sonenclar | 15      | Good Feeling (Flo Rida) / Something’s Got a Hold on Me (Etta James)           | Továbbjutott |
| Emblem3              | 16      | One Day (Matisyahu)                                                           | Továbbjutott |
| Párbajok             |         |                                                                               |              |
| Cece Frey            | 1       | Out Here on My Own (Irene Cara)                                               | Továbbjutott |
| Willie Jones         | 2       | You Don’t Know Me (Eddy Arnold)                                               | Kiesett      |
| David Correy         | 3       | Since U Been Gone (Kelly Clarkson)                                            | Kiesett      |
| Jason Brock          | 4       | One Moment in Time (Whitney Houston)                                          | Továbbjutott |
| Arin Ray             | 5       | I Look to You (Whitney Houston)                                               | Továbbjutott |
| Diamond White        | 6       | Sorry Seems to Be the Hardest Word (Elton John)                               | Kiesett      |
| Sister C             | 7       | When I Look at You (Miley Cyrus)                                              | Kiesett      |
| 1432                 | 8       | Skyscraper (Demi Lovato)                                                      | Továbbjutott |

A zsűri szavazata arról, hogy ki essen ki
- Lovato: Willie Jones
- Reid: David Correy
- Spears: Diamond White
- Cowell: Sister C

### 2. hét (november 7./8.)
- Téma: Filmzenék[19]
- Sztárfellépő: One Direction (Live While We’re Young és Little Things)[4]

A 1432 új neve, a 'Fifth Harmony' a második héten lépett érvénybe.
| Versenyző            | Sorrend | Dal (eredeti előadó)                                                                                 | Film                                                | Eredmény     |
| -------------------- | ------- | --- | --------------------------------------------------- | ------------ |
| Arin Ray             | 1       | American Boy (Estelle)                                                                               | Őrült szenvedély                                    | Továbbjutott |
| Paige Thomas         | 2       | Take My Breath Away (Berlin)                                                                         | Top Gun                                             | Továbbjutott |
| Vino Alan            | 3       | When A Man Loves a Woman Percy Sledge                                                                | When A Man Loves a Woman                            | Továbbjutott |
| Emblem3              | 4       | My Girl (The Temptations) / California Gurls (Katy Perry) / What Makes You Beautiful (One Direction) | My Girl – Az első szerelem & Katy Perry: Part of Me | Továbbjutott |
| Beatrice Miller      | 5       | Iris (Goo Goo Dolls)                                                                                 | City of Angels                                      | Továbbjutott |
| Jennel Garcia        | 6       | I Love Rock 'n' Roll (Arrows)                                                                        | Álmok útján                                         | Továbbjutott |
| Tate Stevens         | 7       | Wanted Dead or Alive (Bon Jovi)                                                                      | Harley Davidson and the Marlboro Man                | Továbbjutott |
| Lyric 145            | 8       | Supercalifragilisticexpialidocious (Julie Andrews és Dick Van Dyke)                                  | Mary Poppins                                        | Továbbjutott |
| Diamond White        | 9       | I Have Nothing (Whitney Houston)                                                                     | Több mint testőr                                    | Továbbjutott |
| Cece Frey            | 10      | Eye of the Tiger (Survivor)                                                                          | Rocky III                                           | Utolsó kettő |
| Carly Rose Sonenclar | 11      | It Will Rain (Bruno Mars)                                                                            | Alkonyat – Hajnalhasadás (film)                     | Továbbjutott |
| Jason Brock          | 12      | I Believe I Can Fly (R. Kelly)                                                                       | Space Jam                                           | Utolsó kettő |
| Fifth Harmony        | 13      | A Thousand Years (Christina Perri)                                                                   | Alkonyat – Hajnalhasadás                            | Továbbjutott |
| Párbaj               |         | |                                                     |              |
| Cece Frey            | 1       | You Haven’t Seen the Last of Me (Cher)                                                               | You Haven’t Seen the Last of Me (Cher)              | Továbbjutott |
| Jason Brock          | 2       | Total Eclipse of the Heart (Bonnie Tyler)                                                            | Total Eclipse of the Heart (Bonnie Tyler)           | Kiesett      |

A zsűri szavazata arról, hogy ki essen ki
- Lovato: Jason Brock
- Reid: Cece Frey
- Spears: Cece Frey
- Cowell: Jason Brock

Mivel mindkét versenyző két-két szavazatot kapott, így a nézői szavazatokra hagyatkoztak. Jason Brock távozott a legkevesebb szavazattal.

### 3. hét (november 14./15.)
- Téma: Dívák[21]
- Sztárfellépő: Taylor Swift (State of Grace)[5]

Két énekes esett ki ebben az adásban. A legkevesebb nézői szavazattal rendelkező versenyző automatikusan kiesett, majd a 10. és 11. helyet elérő előadók párbajoztak a továbbjutásért.
| Versenyző            | Sorrend | Dal (eredeti előadó)                         | Eredmény     |
| -------------------- | ------- | -------------------------------------------- | ------------ |
| Jennel Garcia        | 1       | Proud Mary (Creedence Clearwater Revival)    | Utolsó három |
| Tate Stevens         | 2       | From This Moment On (Shania Twain)           | Továbbjutott |
| Diamond White        | 3       | Halo (Beyoncé)                               | Továbbjutott |
| Beatrice Miller      | 4       | Time After Time (Cyndi Lauper)               | Továbbjutott |
| LYRIC 145            | 5       | We Will Rock You (Queen) / E.T. (Katy Perry) | Kiesett      |
| Arin Ray             | 6       | Crazy for You (Madonna)                      | Továbbjutott |
| Paige Thomas         | 7       | Last Dance (Donna Summer)                    | Utolsó három |
| Fifth Harmony        | 8       | Hero (Mariah Carey)                          | Továbbjutott |
| Carly Rose Sonenclar | 9       | My Heart Will Go On (Céline Dion)            | Továbbjutott |
| Vino Alan            | 10      | Let’s Stay Together (Al Green)               | Továbbjutott |
| Emblem3              | 11      | No One (Alicia Keys)                         | Továbbjutott |
| Cece Frey            | 12      | All by Myself (Céline Dion)                  | Továbbjutott |
| Párbaj               |         |                                              |              |
| Jennel Garcia        | 1       | The Reason (Hoobastank)                      | Kiesett      |
| Paige Thomas         | 2       | Paradise (Coldplay)                          | Továbbjutott |

A zsűri szavazata arról, hogy ki essen ki
- Reid: Jennel Garcia
- Spears: Jennel Garcia
- Lovato: Paige Thomas
- Cowell: Jennel Garcia

### 4. hét (november 21./22.)
- Téma: Hálaadás[24]
- Sztárfellépő: Cher Lloyd (Oath)[25]
- Közös produkció: Fix You (a Bancroft Middle School kórussal)

| Versenyző            | Sorrend | Dal (eredeti előadó)                   | Eredmény     |
| -------------------- | ------- | -------------------------------------- | ------------ |
| Tate Stevens         | 1       | I’m Already There (Lonestar)           | Továbbjutott |
| Diamond White        | 2       | Because You Loved Me (Céline Dion)     | Továbbjutott |
| Emblem3              | 3       | Secrets (OneRepublic)                  | Továbbjutott |
| Arin Ray             | 4       | Hero (Enrique Iglesias)                | Kiesett      |
| CeCe Frey            | 5       | Wind Beneath My Wings (Bob Montgomery) | Utolsó kettő |
| Fifth Harmony        | 6       | I’ll Stand by You (The Pretenders)     | Továbbjutott |
| Beatrice Miller      | 7       | Chasing Cars (Snow Patrol)             | Utolsó kettő |
| Vino Alan            | 8       | God Bless the USA (Lee Greenwood)      | Továbbjutott |
| Paige Thomas         | 9       | Everytime (Britney Spears)             | Továbbjutott |
| Carly Rose Sonenclar | 10      | Over the Rainbow (Judy Garland)        | Továbbjutott |
| Párbaj               |         |                                        |              |
| CeCe Frey            | 1       | Because of You (Kelly Clarkson)        | Továbbjutott |
| Beatrice Miller      | 2       | White Flag (Dido)                      | Kiesett      |

A zsűri szavazata arról, hogy ki essen ki
- Lovato: Beatrice Miller
- Spears: CeCe Frey
- Reid: Beatrice Miller
- Cowell: Beatrice Miller

### 5. hét (november 28./29.)
- Téma: Első helyezett slágerek[26]
- Sztárfellépők: Josh Krajcik (One Thing She’ll Never Know) és Alicia Keys (Girl on Fire)[8]
- Videóklip-premier: will.i.am és Britney Spears (Scream & Shout)[9]

| Versenyző            | Sorrend | Dal (eredeti előadó)                                         | Eredmény     |
| -------------------- | ------- | ------------------------------------------------------------ | ------------ |
| Diamond White        | 1       | I Wanna Dance with Somebody (Who Loves Me) (Whitney Houston) | Utolsó kettő |
| Vino Alan            | 2       | You’ve Lost That Lovin' Feelin’ (The Righteous Brothers)     | Utolsó kettő |
| Paige Thomas         | 3       | Never Gonna Give You Up (Rick Astley)                        | Kiesett      |
| Fifth Harmony        | 4       | Stronger (What Doesn’t Kill You) (Kelly Clarkson)            | Továbbjutott |
| Carly Rose Sonenclar | 5       | Rolling in the Deep (Adele)                                  | Továbbjutott |
| Tate Stevens         | 6       | Somebody Like You (Keith Urban)                              | Továbbjutott |
| CeCe Frey            | 7       | Lady Marmalade (Labelle)                                     | Továbbjutott |
| Emblem3              | 8       | I’m a Believer (The Monkees)                                 | Továbbjutott |
| Párbaj               |         |                                                              |              |
| Diamond White        | 1       | I Was Here (Beyoncé)                                         | Továbbjutott |
| Vino Alan            | 2       | Trouble (Ray LaMontagne)                                     | Kiesett      |

A zsűri szavazata arról, hogy ki essen ki
- Reid: Diamond White
- Spears: Vino Alan
- Lovato: Vino Alan
- Cowell: Vino Alan

### 6. hét (december 5./6.)
- Téma: Akusztikus dalok; Pepsi Challenge dalok[27]
- Sztárfellépők: Melanie Amaro (Long Distance)[28] és Kesha (C’Mon)[29]

Ebben az évadban először minden versenyző két dalt adott elő. A Pepsi Challenge-re választott számok listáját december 1-jén tették közzé.
| Versenyző            | Sorrend | Első dal (eredeti előadó)                    | Sorrend                                  | Második dal (eredeti előadó)             | Eredmény     |
| -------------------- | ------- | -------------------------------------------- | ---------------------------------------- | ---------------------------------------- | ------------ |
| CeCe Frey            | 1       | The Edge of Glory (Lady Gaga)                | 7                                        | Part of Me (Katy Perry)                  | Kiesett      |
| Emblem3              | 2       | Just the Way You Are (Bruno Mars)            | 8                                        | Forever Young (Alphaville)               | Továbbjutott |
| Carly Rose Sonenclar | 3       | As Long as You Love Me (Justin Bieber)       | 9                                        | If I Were a Boy (Beyoncé)                | Továbbjutott |
| Fifth Harmony        | 4       | Set Fire to the Rain (Adele)                 | 10                                       | Give Your Heart a Break (Demi Lovato)    | Utolsó három |
| Diamond White        | 5       | It’s a Man’s Man’s Man’s World (James Brown) | 11                                       | Diamonds (Rihanna)                       | Utolsó három |
| Tate Stevens         | 6       | Livin’ on a Prayer (Bon Jovi)                | 12                                       | If Tomorrow Never Comes (Garth Brooks)   | Továbbjutott |
| Párbajok             |         |                                              |                                          |                                          |              |
| Fifth Harmony        | 1       | Anytime You Need a Friend (Mariah Carey)     | Anytime You Need a Friend (Mariah Carey) | Anytime You Need a Friend (Mariah Carey) | Továbbjutott |
| Diamond White        | 2       | I Hope You Dance (Lee Ann Womack)            | I Hope You Dance (Lee Ann Womack)        | I Hope You Dance (Lee Ann Womack)        | Kiesett      |

A zsűri szavazata arról, hogy ki essen ki
- Cowell: Diamond White
- Spears: Fifth Harmony
- Reid: Diamond White
- Lovato: Diamond White

### 7. hét (december 12./13.)
- Téma: Versenyzők választása: dal, amivel a döntőbe lehet jutni (nincs téma)[30][31]
- Közös fellépés: Coming Home
- Sztárfellépők: Bridgit Mendler (Ready or Not)[32] és Bruno Mars (Locked Out of Heaven)[11]

| Versenyző            | Sorrend | Első dal (eredeti előadó)              | Sorrend | Második dal (eredeti előadó) | Eredmény     |
| -------------------- | ------- | -------------------------------------- | ------- | ---------------------------- | ------------ |
| Tate Stevens         | 1       | Bonfire (Craig Morgan)                 | 5       | Fall (Clay Walker)           | Továbbjutott |
| Carly Rose Sonenclar | 2       | Your Song (Elton John)                 | 6       | Imagine (John Lennon)        | Továbbjutott |
| Emblem3              | 3       | Baby, I Love Your Way (Peter Frampton) | 7       | Hey Jude (The Beatles)       | Kiesett      |
| Fifth Harmony        | 4       | Anything Could Happen (Ellie Goulding) | 8       | Impossible (Shontelle)       | Továbbjutott |

Ebben az adásban a mentoroknak nem kellett dönteniük, a legkevesebb nézői szavazattal rendelkező versenyző (Emblem3) automatikusan kiesett.

## Fordítás
Ez a szócikk részben vagy egészben  a   The X Factor (U.S. series 2) című angol Wikipédia-szócikk fordításán alapul.  Az eredeti cikk szerkesztőit annak laptörténete sorolja fel. Ez a jelzés csupán a megfogalmazás eredetét és a szerzői jogokat jelzi, nem szolgál a cikkben szereplő információk forrásmegjelöléseként.